# Банвиль-сюр-Ажон
Банви́ль-сюр-Ажо́н (фр. Banneville-sur-Ajon) — коммуна во Франции, находится в регионе Нижняя Нормандия. Департамент коммуны — Кальвадос. Входит в состав кантона Вилле-Бокаж. Округ коммуны — Кан.
Код INSEE коммуны — 14037.

## Население
Население коммуны на 2010 год составляло 379 человек.
| 1962 | 1968 | 1975 | 1982 | 1990 | 1999 | 2010 |
| ---- | ---- | ---- | ---- | ---- | ---- | ---- |
| 216  | 211  | 224  | 346  | 360  | 389  | 379  |

## Экономика
В 2010 году среди 268 человек трудоспособного возраста (15—64 лет) 202 были экономически активными, 66 — неактивными (показатель активности — 75,4 %, в 1999 году было 71,3 %). Из 202 активных жителей работали 183 человека (97 мужчин и 86 женщин), безработных было 19 (10 мужчин и 9 женщин). Среди 66 неактивных 23 человека были учениками или студентами, 31 — пенсионерами, 12 были неактивными по другим причинам.